# Koprivštica
Koprivštica (in bulgaro Копривщица?) è un'antica città della Bulgaria occidentale con 2 490 abitanti. Si trova nella regione di Sofia, a 110 km dalla capitale. È l'unico centro abitato del comune di Koprivštica.
I numerosi monumenti culturali e la natura pittoresca rendono la città uno dei più famosi centri culturali e storici della Bulgaria. Conserva l'aspetto che aveva ai tempi del Risorgimento bulgaro (sec. XVIII - XIX), del quale periodo rimangono 388 monumenti architettonici – case, ponti ad archi, chiese, fontane autentiche, mura di pietra – la maggior parte dei quali completamente restaurati.
Koprivštica fu anche centro di un avvenimento di grande rilievo nella storia della Bulgaria - l'insurrezione di aprile (in bulgaro Априлско въстание, Aprilsko văstanie) per la liberazione dal dominio ottomano nel 1876. È città di scrittori, intellettuali e rivoluzionari.
Nel 1952 è stata proclamata città-museo e nel 1978 riserva nazionale architettonica e storica e centro del turismo internazionale.
Inno della città è "Bello il mio bosco", con testo di Ljuben Karavelov e musica di Georgi Goranov.

## Geografia fisica

### Territorio
Koprivštica si trova lungo una conca del fiume Topolnica, circondata da 9 cime che portano nomi di santi e sovrastata dalle vette della Sredna Gora – Bogdan (1604 m) e Bunaj (1572 m). 110 km la separano dalla capitale Sofia, 16 km dalla strada sub-balcanica e 90 km da Plovdiv.
I terreni sono in prevalenza boschivi (faggeti). Come grandi animali selvatici sono presenti cinghiali, volpi, aquile, ecc.
Koprivštica ha tradizioni di agricoltura e di allevamento che, nonostante lo status di città, sono ancora praticati da una parte della popolazione. Si coltivano soprattutto patate, segale, fagioli, piselli, zucche, zucchine, prugne, mele. Il clima rigido non permette la coltura di pomodori o grano. Si allevano pecore, mucche, cavalli, galline e anatre.

### Clima
Situata a 1060 m sopra il livello del mare, Koprivštica è la città più alta in Bulgaria, con clima montano-continentale. L'inverno è freddo (-4.0ºС di media durante gennaio, il mese più freddo), ma soleggiato, con uno spesso strato di neve. L'estate è fresca per l'altitudine e per la locale corrente settentrionale, tipica per la stagione estiva, che passa lungo la valle del fiume Topolnica venendo dai fianchi della catena dei monti Balcani (in bulgaro Стара планина - Stara planina, "Montagna vecchia").

## Origine del nome
Ci sono alcune versioni dell'origine del nome, ma nessuna è definitivamente accettata e argomentata dal punto di vista scientifico. In alcuni documenti della prima metà del Settecento si trova il nome Koprištica. L'introduzione della “v” viene fatta alla fine del XVIII secolo per motivi di eufonia.
Ecco alcune delle versioni più diffuse:

### Presenza di minerale
Secondo quest'ipotesi, qui veniva estratto il minerale di ferro. I termini arcaici per minerale e miniera sono “rupa” (in bulgaro рупа) e “rupište” (in bulgaro рупище). Non ci sono molte prove di estrazione di minerali a Koprivštica, ma esistono documenti che collegano la città e il minerale. È possibile che il minerale venisse trasportato da qualche altro posto.
Nei tempi passati i cittadini della Koprivštica venivano chiamati “kupci”. Dall'unione di “kupci” con “rupa” e “rupište” si formano nomi molto vicini a quello attuale – “koprupci” (in bulgaro копрупци), “koprupište” (in bulgaro копрупище), “koprupštenci” (in bulgaro копрупщенци)

### Un insieme di fiumiciattoli
Il luogo dove è situata Koprivštica è attraversato da tanti ruscelli e fiumi che nascono dalle colline vicine e si gettano nel Topolnica. È probabile che da questo insieme di fiumiciattoli (kup rečici in bulgaro) derivi il nome della città.

### L'ortica
L'abbondanza di acqua e il clima adeguato favoriscono la crescita dell'ortica (in bulgaro коприва, kopriva). La somiglianza del nome della pianta con il nome della città dà luogo a una delle teorie sull'origine del nome Koprivštica.

### Il letame
Nel passato la fonte principale di sussistenza degli abitanti di Koprivštica era l'allevamento di bestiame. Alcuni suppongono che il nome della città derivi dalla parola greca kopros – letame, concime.

## Storia

### Le leggende
Koprivštica fu fondata alla fine del secondo impero bulgaro, secondo la versione ufficiale nel 1323, ai tempi del regno di Ivan Šišman.
Ci sono alcune leggende sulla sua fondazione:

#### Città fondata da profughi
Forse la leggenda più vicina alla realtà è quella che racconta Najden Gerov (in bulgaro Найден Геров). Secondo lui, i fondatori della città furono boiardi della capitale Tărnovo, fuggiti dopo il passaggio della città sotto la dominazione ottomana attraverso i monti Balcani verso la parte centrale di Sredna Gora (chiamata anche Antibalcani). Lo testimonia la vicinanza dei dialetti parlati a Koprivštica e a Tărnovo oltre a diversi nomi usati dai boiardi – Radomir, Desimir, Debeljan...
Ci sono ipotesi secondo le quali tra i profughi ci sarebbero stati tre pastori – Lambo, Toroman e Arnautinin (si chiamavano così i profughi delle regioni macedoni più vicine all'Albania) che avrebbero creato piccole comunità familiari cresciute col tempo, da cui avrebbero preso nomi le attuali borgate della città – la borgata di Toroman, la borgata di Lambo e la borgata di Arnautin.

#### La leggenda della "Župa"
Si suppone che le antiche strade che collegavano le città di Zlatica (in bulgaro Златица), di Pirdop (in bulgaro Пирдоп) e di Klisura (in bulgaro Клисура) con le città di Strelča (in bulgaro Стрелча) e di Panagjurište (in bulgaro Панагюрище) si incrociassero nel posto dove oggi si trova Koprivštica.
Per le favorevoli condizioni naturali vi si sarebbe stabilita un'antica famiglia bulgara – la cosiddetta “župa” (in bulgaro жупа), dando inizio ad un centro abitato. Con l'aumento dei componenti della župa sarebbe aumentato anche il numero delle case e si sarebbero create piccole comunità. Quasi tutti avevano soprannomi – Tihanek, Kozlek, Duplek, Lomek – relativi a tratti specifici, a occupazioni o a eventi legati alla persona. Dai soprannomi sarebbero derivati anche i nomi delle nuove borgate, alcuni dei quali sono rimasti come cognomi fino ad oggi.
A sostegno di questa teoria è anche il fatto che una parte della borgata di Lambo ancora oggi si chiama "la Župa".

#### La boiarda della montagna di Rila
Un'altra leggenda racconta di una giovane donna stabilitasi al posto dove si trova Koprivštica perché la località le sembrava adatta per allevare bestiame. Poco dopo il suo arrivo sarebbe andata a Edirne (in italiano Adrianopoli) a chiedere al sultano un ferman (decreto) col quale lei diventava sovrana di Koprivštica e il paese otteneva grandi privilegi. In questo decreto per la prima volta Koprivštica fu chiamata "Avrat alan" – "prato femminile" in turco.
La leggenda aggiunge che da lì non sarebbero potuti passare i turchi con i cavalli ferrati, né le turche avrebbero potuto partorire a Koprivštica, e gli abitanti avrebbero potuto portare liberamente le armi.
In segno di gratitudine alla boiarda gli abitanti del paese l'avrebbero chiamata la Sultana.
È possibile che le ultime due versioni della creazione di Koprivštica siano legate. Negli anni dopo l'insediamento della jupa i legami di parentela erano molto stretti. Per questo motivo gli abitanti di Koprivštica non si sposavano fra di loro, ma cercavano moglie da altre parti. È probabile che qualcuno dei membri della župa di origine nobile abbia preso moglie da un'altra famiglia nobile fuori della città.

#### Possesso di una principessa turca
Seconda la leggenda, Koprivštica sarebbe stata un waqf (in turco vakıf) della figlia di Solimano I detto "il Magnifico", bella principessa, famosa nella storia turca.

### La storia
Gli abitanti di Koprivštica conservarono il loro benessere anche dopo la caduta della Bulgaria sotto la dominazione ottomana. La ricchezza attirò i briganti che saccheggiarono la città tre volte. Koprivštica fu incendiata nel 1793, nel 1804 e nel 1809, ma grazie alla diligenza dei suoi abitanti si è preservata fino ai giorni nostri.
Diversi decreti sultanali assicurarono a Koprivštica certi diritti e libertà e favorirono il suo sviluppo. Grazie ad essi il paese ebbe assoluta autonomia locale esercitata attraverso consiglieri comunali chiamati aasi.
In quei tempi fu molto sviluppato l'allevamento di bestiame: più di 120 000 pecore, 20 000 bovini, 2 000 cavalli purosangue. Alla capitale sultanale si fornivano formaggi, carne e pelle conciata. Prosperava il commercio di bovini e la produzione di panno e babbucce. Le donne lavoravano colorati tappeti di lana, cinture, variopinte calze: ogni anno si esportavano più di 250 000 paia di calze che si vendevano ai mercati dell'Impero ottomano insieme alle specialità culinarie della città – luganiche, salsicce, pastarmà. I commercianti viaggiavano per tutto l'impero ottomano, fino ad Egitto e Siria, e al ritorno portavano seta, frutta del sud e molte altre merci. Così alla fine del Novecento l'economia del paese fiorì e la popolazione raggiunse 12 000 abitanti.
Koprivštica fu nominata città nel 1873. Vantava alcune farmacie e tre medici, laureati a Vienna e Atene. Per mettere in rilievo la loro prosperità, gli abitanti ricchi costruivano case sempre più belle. Così apparvero i primi modelli dell'architettura del Risorgimento di Koprivštica.
Nel 1810 fu inaugurata la prima scuola elementare in un convento. Nel 1846 Najden Gerov fondò la prima scuola suddivisa in classi in Bulgaria. Nel 1850 aprì le porte anche la scuola femminile. Nel 1869 Vasil Levski formò il comitato di rivoluzione.
Koprivštica è città natale di molti precursori e guide spirituali del risorgimento bulgaro. Il 20 aprile 1876 qui fu sparato il primo piombo contro il nemico ottomano segnando l'inizio dell'Insurrezione di aprile (in bulgaro Априлско въстание, Aprilsko văstanie) che portò alla liberazione della Bulgaria.

## Architettura
Koprivštica è ricca di monumenti di architettura del Risorgimento bulgaro (XVIII-XIX secolo). Nella città, che conserva il suo aspetto originale, sono presenti numerose antiche case in pietra e legno con grandi balconi, fontane di pietra, ponti ad archi, vie acciottolate, alti muri in pietra e chiese. I monumenti storico-architettonici dell'epoca del Risorgimento bulgaro sono 388, 15 dei quali di importanza nazionale.

### Musei

#### Casa-museo di Oslekov
La Casa-museo di Oslekov (in bulgaro Ослекова къща, Oslekova kăšta) ospita il museo etnografico. Fu costruita nel 1856 per Nenčo Nikolov Oslekov da un capo mastro della città di Samokov seguendo lo stile architettonico di Plovdiv.
Si trova in uno stretto cortile ed è composta da una cantina dalla volta alta, un pianterreno e un piano. È asimmetrica ed attrae con le sue pitture murali ed il magnifico intaglio in legno. Il secondo piano poggia su tre colonne di cedro del Libano. Le stanze sono tinteggiate in diversi colori. Tra gli oggetti possono essere ammirati gioielli femminili, collezioni di calze lavorate a maglia e pizzi.
È di importante rilievo anche dal punto di vista storico. Nenčo Oslekov fu un commerciante, che prima di occuparsi del commercio in tessuti riscuoteva le tasse sul bestiame (beglica). Nonostante all'epoca la sua agiatezza e la sua condizione sociale fossero in crescita, decise di prendere parte alle lotte di liberazione nazionale. Nel salone della sua casa furono prodotti gli abiti dei ribelli. Dopo la disfatta dell'Insurrezione di aprile Oslekov fu catturato e impiccato a Plovdiv il 27 giugno 1876.

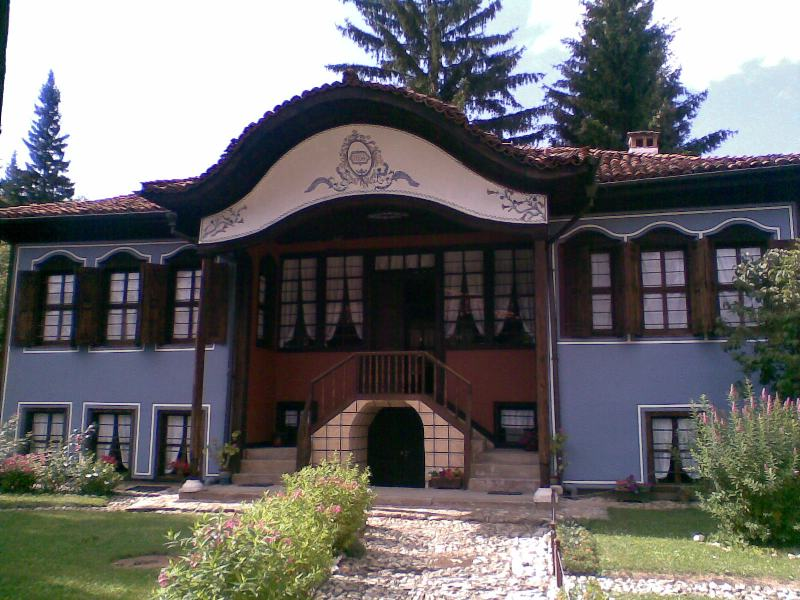
Casa-museo di Ljutov

#### Casa-museo di Ljutov
La Casa-museo di Ljutov (in bulgaro Лютова къща, Ljutova kăšta) fu costruita da capimastri di Plovdiv nel 1854 per Stefan Topalov. Nel 1906 la casa fu comprata dal mercante Petko Ljutov (in bulgaro Петко Лютов), da cui il nome attuale. Rappresenta l'ultima fase dello sviluppo dell'architettura del risorgimento di Koprivštica. Sia gli esterni che gli interni sono ammirevoli, notevole è il frontone che reca la data di costruzione. I soffitti sono composti da ornamenti geometrici in legno. La decorazione pittorica raffigura ceste di fiori, paesaggi di Costantinopoli, Venezia, Cairo ed Alessandria. In mezzo al salone centrale c'è una fontana originale che rinfrescava la casa con acqua di rose. Ad uno strato di pittura più antico, risalente probabilmente all'epoca della costruzione della casa, si sovrapone un altro strato, visibile oggi.
Il pianterreno accoglie una mostra permanente di tappeti e una collezione di feltri moderni – passatoie di lana che si usavano anche per dormire e si facevano in casa adoperando varie tecniche di follatura.

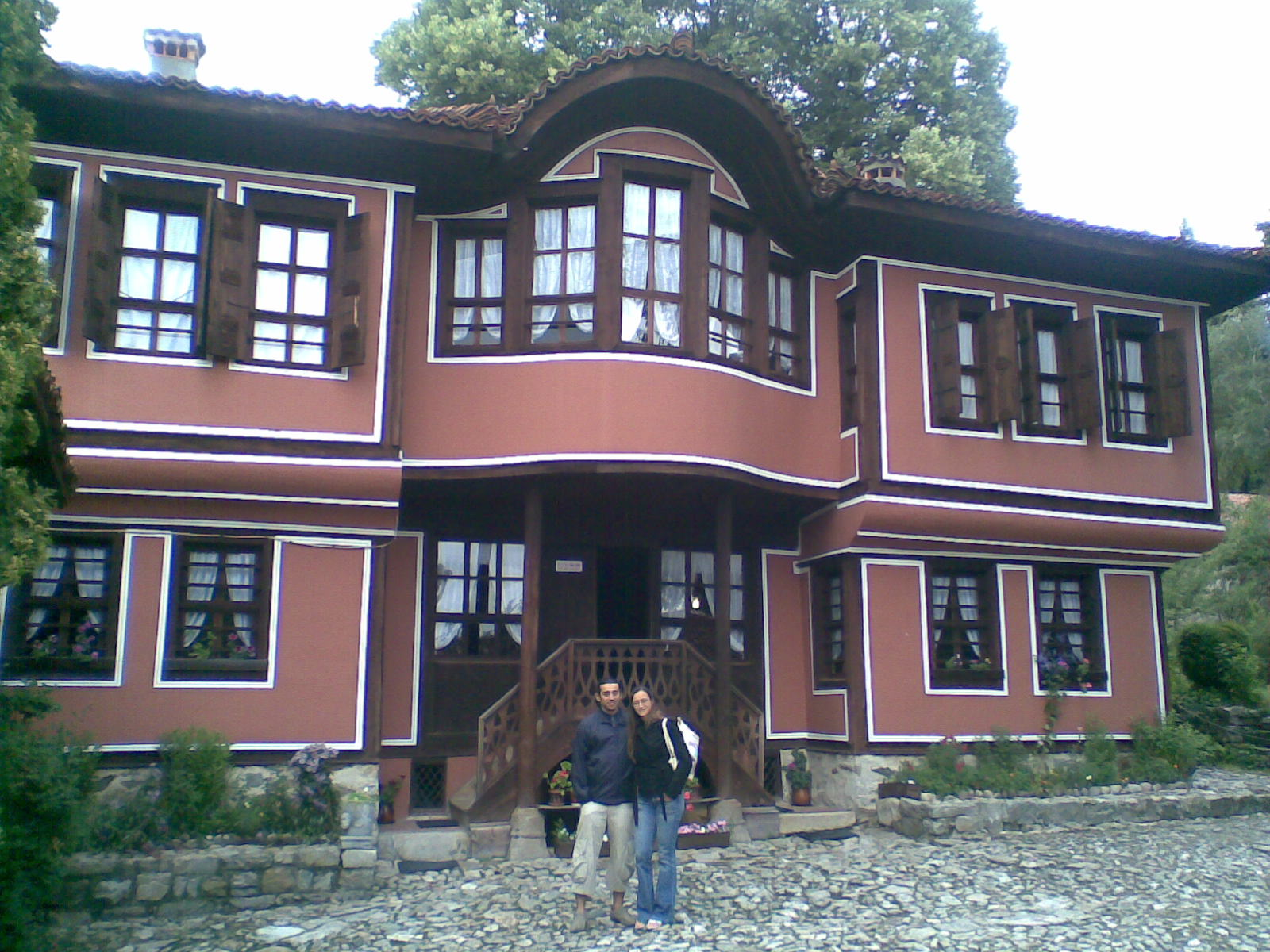
Casa-museo di Kableškov

#### Casa-museo di Kableškov
La casa fu costruita nel 1845 da Genčo Mladenov e segue l'architettura delle case della città di Plovdiv. È casa natale del rivoluzionario Todor Kableškov.
Tutto l'edificio è simmetrico, organizzato intorno al grande salone rotondo disposto al centro della casa. Ci sono tre facciate simmetriche con logge semicircolari. Il capo mastro è anche autore di tutto l'arredamento interiore: le scale, i soffitti, gli armadietti, le porte, i colori. È molto particolare il grande sole in legno che sta nell'ampio salone al secondo piano.
Il primo piano rispecchia l'autentico ambiente di vita della famiglia di Ljulčo Kableškov. Qui si trovano le stanze delle donne, la cucina, il soggiorno, la stanza di Todor Kableškov. Il secondo piano è diviso in due parti. La prima parte rappresenta la vita e l'attività rivoluzionaria di Kableškov e la seconda la preparazione, lo svolgimento e lo scoppio dell'Insurrezione di aprile. Nel museo si trovano i libri di Kableškov, i suoi due fucili, le armi dei rivoluzionari.

#### Casa-museo di Dimčo Debeljanov
Fu costruita nel 1830 ed è casa natale del poeta Dimčo Debeljanov. Ha due piani e una grande veranda (in bulgaro: чердак, čerdak).
La casa corrisponde alla seconda fase di costruzione nella città, il cosiddetto tipo di case “della corporazione artigiana”, e si distingue dal basso soffitto del primo piano. Ha conservato la sua autenticità. Tra gli oggetti esposti si possono vedere la culla del poeta, la piccola valigia con la quale ha portato i suoi libri al fronte della prima guerra mondiale, manoscritti, foto, diverse edizioni delle sue opere.

#### Casa-museo di Georgi Benkovski
La casa fu costruita nel 1831 da capo mastri locali seguendo il tipo di case “della corporazione artigiana” - due piani e una grande veranda. Qui è nato il capo dell'Insurrezione di aprile, il rivoluzionario Georgi Benkovski.
Tra gli oggetti più interessanti è anche il fucile originale del voivoda con il quale combatté contro gli ottomani durante l'Insurrezione di aprile.

#### Casa-museo di Ljuben Karavelov
La casa si trova vicino al fiume Topolnica. È composta da tre edifici, costruiti in 25 anni. Qui sono nate e cresciute due delle persone più celebri della vita culturale e politica della Bulgaria prima e dopo la Liberazione: Ljuben Karavelov – pubblicista, rivoluzionario e scrittore, e suo fratello Petko Karavelov – primo ministro, ministro delle finanze, uno dei padri della Bulgaria moderna.
La casa è monumento nazionale dell'architettura e fu costruita da capo mastri locali in tre fasi. Le più antiche sono la “casa invernale”, costruita nel 1810 e “l'edificio economico” del 1820. La più nuova è la “casa estiva” costruita nel 1835 ed è interessante per la facciata leggermente sporgente sopra la via. Gli oggetti esposti rappresentano la vita e l'opera di Petko Karavelov.
Nel cortile si trova il vecchio pero, piantato dallo scrittore nel 1854 e dichiarato monumento della natura. Tra i campioni del museo il posto centrale è occupato dalla macchina da scrivere di Ljuben Karavelov con cui scriveva la rivista “Conoscenza” (in bulgaro Знание, Znanie) e il giornale “Bandiera” (in bulgaro Знаме, Zname). Dopo la liberazione con la stessa macchina da scrivere fu scritta anche la prima costituzione della Bulgaria.

### Monumenti e luoghi d'interesse

#### Mausoleo di Aprilci
Il mausoleo di Aprilci è il simbolo della città ed è dedicato alle vittime dell'Insurrezione di aprile. Si trova al centro della città, in piazza “20 aprile”. Fu costruito nel periodo 1926 – 1928 da tagliapietre locali. La costruzione fu finanziata dal benefattore della città Nenčo Paleev.
Il mausoleo è un monumento piramidale a cupola, di due piani. Al primo piano si trova l'ossario e al secondo piano c'è una piccola cappella sopra la quale sta una lastra incassata nel muro dove è scritto “Per l'insurrezione di aprile 1876 dalla quale è spuntata l'alba della libertà bulgara. Costruito da Nenčo Paleev – 1926”.

#### Monumento a Georgi Benkovski

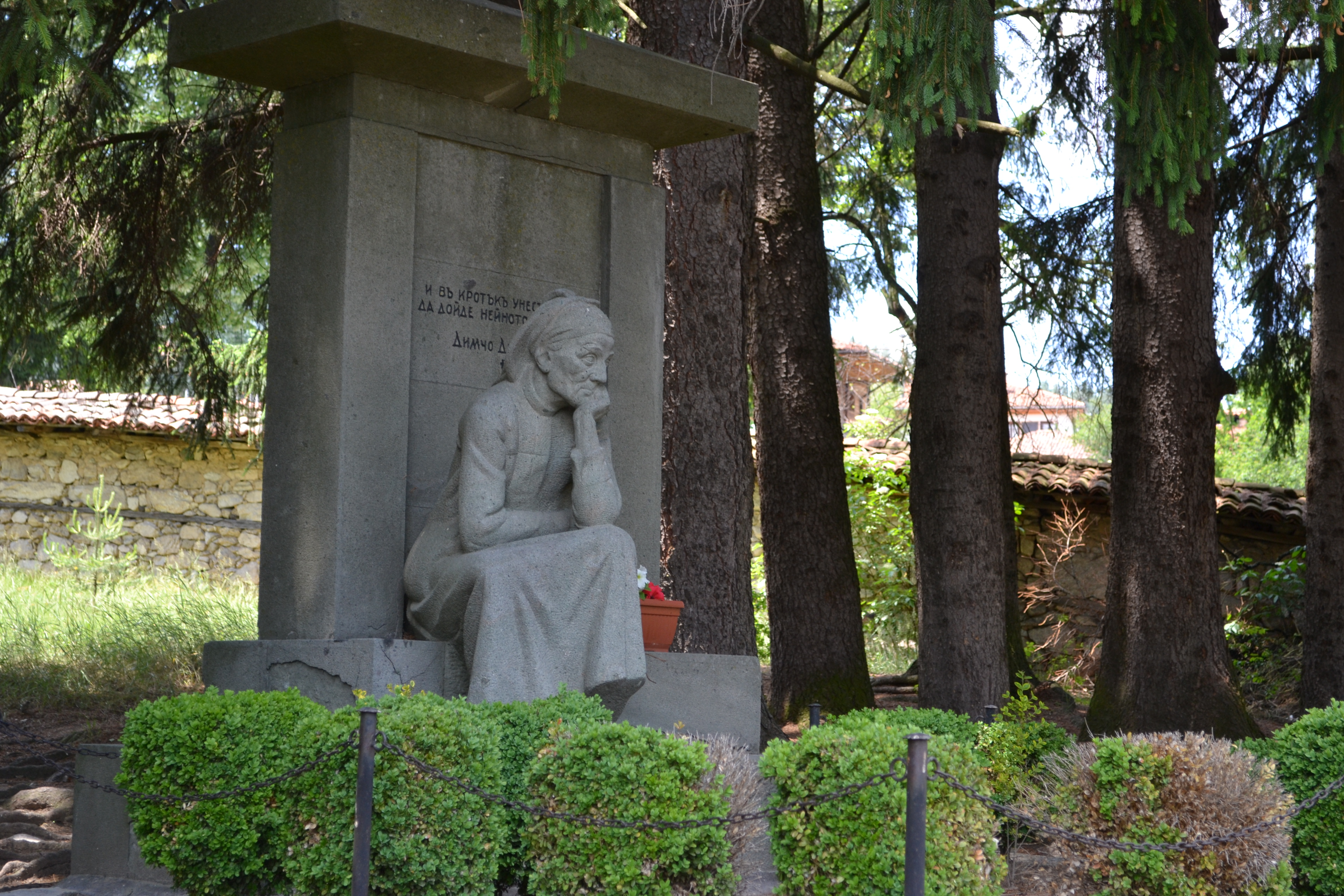
Monumento alla Madre

È il monumento più alto nella città. La scultura di 11 metri rappresenta Benkovski su un cavallo al galoppo sotto il quale ci sono cinque morene – simbolo dei secoli di giogo. Alla base sono incavate le parole di Benkovski: “Alzatevi, schiavi! Io non voglio il giogo!”. Sembra che la scultura esca dalla roccia.

#### Monumento di Todor Kableškov
Il monumento all'organizzatore e capo dell'Insurrezione di aprile a Koprivštica si trova vicino alla sua casa natale, oggi museo. La scultura è alta 2,9 metri.

#### Monumento al "primo fucile"
Fu creato nel 1928 ed è un blocco di granito rettangolare. In mezzo al blocco è inserito un bronzo con bassorilievo che rappresenta un insorto di Koprivštica con un fucile in mano, sullo sfondo di una campana barcollante. Sui due lati del bassorilievo è incavato il testo: “Voi, i sette: Georgi Tihanek, Velio l'Orfano, Georgi il Tagliapietre, Velio Mirčev, Nedeljo Tihanek, Ivan Furnadžiata, Ilja Nenčov – voi avete sparato qui, in questo posto, il primo piombo contro l'oppressore cinquesecolare e avete portato la corona della gloria combattiva per la liberazione. La patria vi esalterà per sempre”.
Il monumento si trova nel posto dove il primo sparo diede l'inizio dell'Insurrezione di aprile, lo sparo col quale Georgi Tihanek uccise lo zaptie Kara Hiusein il 20 aprile 1876.

#### Monumento alla Madre
Uno dei monumenti più belli nella Bulgaria, il monumento alla Madre fu creato nel 1934, tre anni dopo il trasferimento dei resti mortali del poeta Dimčo Debeljanov. È fatto di pietra della città di Aitos e rappresenta una donna anziana (la madre del poeta) sedutasi sulla soglia del portone, immersa in profondo dolore, che sta aspettando il ritorno di suo figlio. Sulla porta sono incavate le strofe del poeta: “... e in calmo rapimento aspetta lei che venga suo figlio...”
Nel 1969 una copia del monumento fu messa sulla sua tomba, nel cortile della chiesa Santa Madonna, e l'originale si trova nel cortile della casa natale del poeta.

### Architetture religiose
Notevoli monumenti dell'architettura sono anche le due chiese di Koprivštica– San Nicola e L'assunzione.

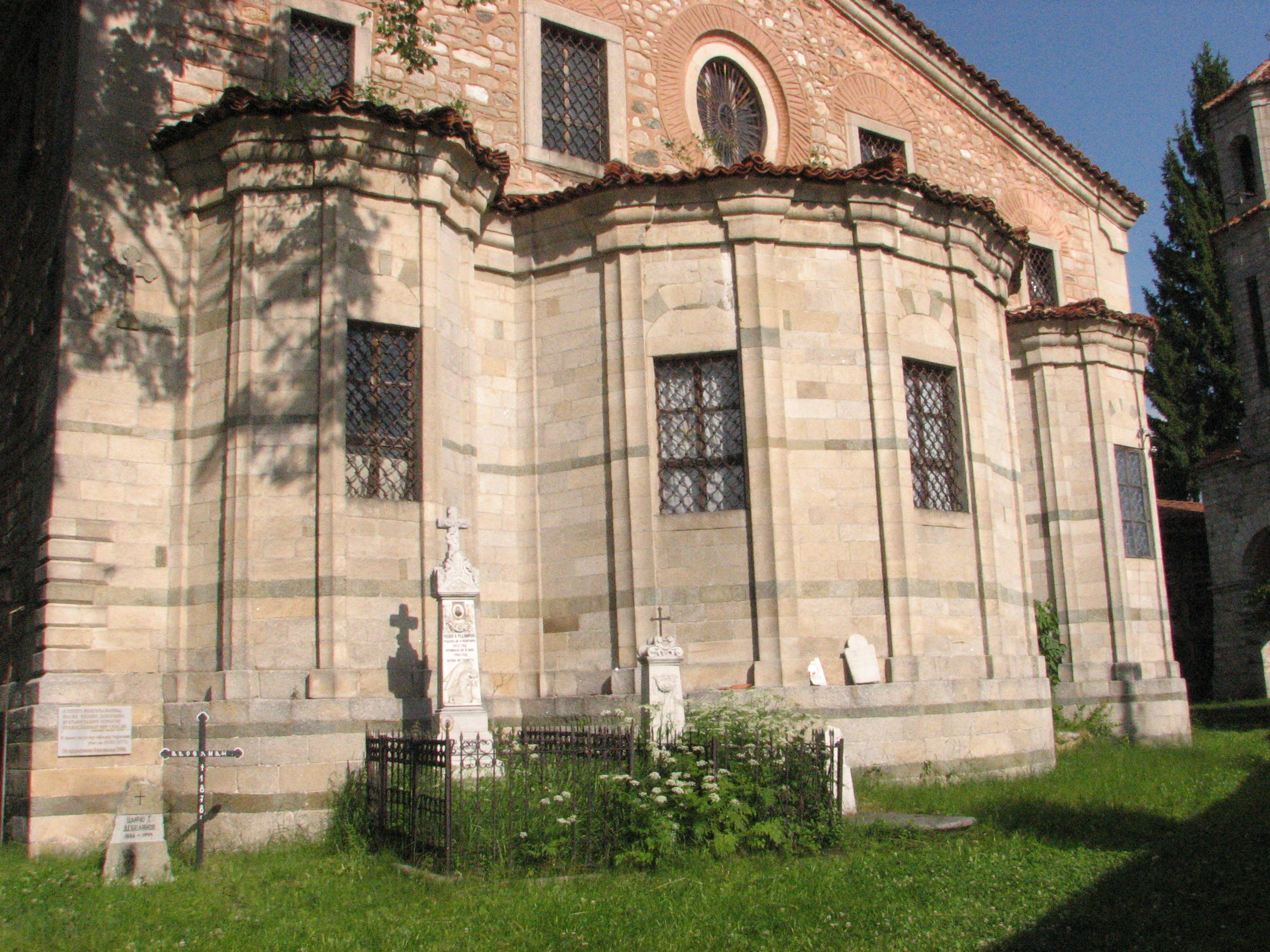
Chiesa di San Nicola

#### Chiesa di San Nicola
Il tempio fu costruito nel periodo 1842-1844 grazie alle generose donazioni delle corporazioni di artigiani e delle ricche famiglie di Koprivštica. Gli angoli sono murati di pietre sgrossate per ottenere maggiore stabilità costruttiva. Le mura sono fatte in blocchi di pietra grigia con pezzi brillanti. L'iconostasi della chiesa è composta di cornici in legno dentro le quali sono poste le icone. Il pavimento è coperto di lastre di pietra bianca, ordinate dall'isola di Marmara.

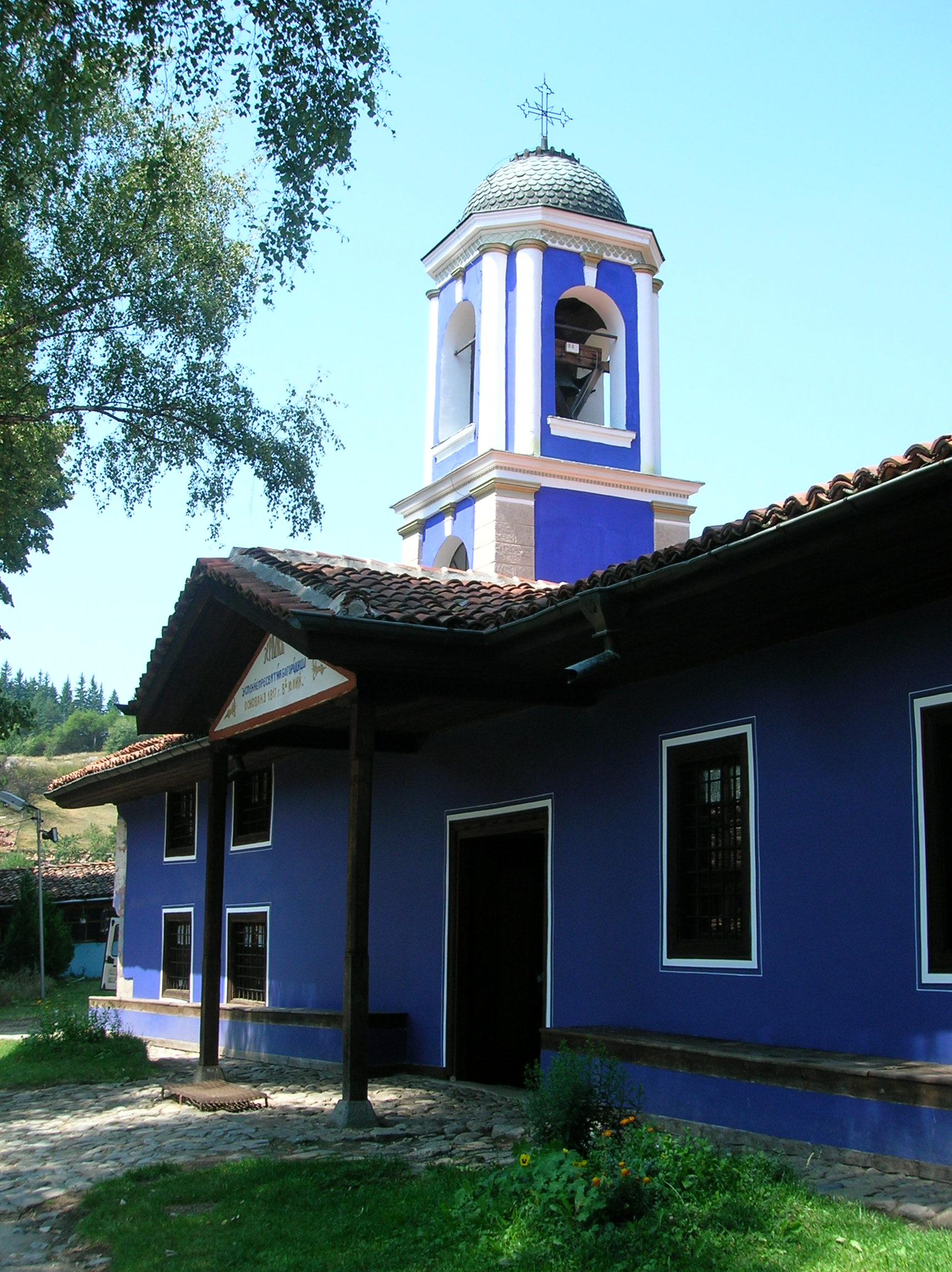
Chiesa dell’Assunzione

#### Chiesa dell'Assunzione
La chiesa fu costruita nel 1817 al posto di un antico tempio, incendiato e distrutto dai briganti ottomani. Una leggenda dice che la chiesa sarebbe stata costruita in 11 giorni. È bassa e colorata come una casa per non attirare l'attenzione. L'iconostasi fu ultimata nel 1821 e contiene scene bibliche, motivi vegetali, uccelli ed animali. Le icone furono dipinte da Zaharij Zograf, uno dei più famosi pittori bulgari. Nel cortile della chiesa si trovano le tombe di alcuni celebri abitanti di Koprivštica – Todor Kableškov, Dimčo Debeljanov, Nenčo Palaveev.

### Ponti ad archi
Particolarmente interessanti per la loro unica architettura sono i numerosi ponti ad archi. È dominante l'arco dei parapetti e degli archi dei ponti. Sulla pietra dei parapetti sono scritti l'anno della creazione e il nome del creatore.
I ponti più famosi sono:
- il ponte di Kalăčev (in bulgaro Калъчев мост, Kalăčev most)– costruito nel 1813 e rimasto nella storia come il ponte del primo fucile, dal quale il 20 aprile 1876 viene sparato il primo colpo contro l'oppressore ottomano;
- il ponte di Kerekov (in bulgaro Кереков мост, Kerekov most);
- il ponte di Pejov (in bulgaro Пейовски мост, Pejovski most)

## Cultura
Dal 1965 ogni cinque anni a Koprivštica si svolge la festa di folclore, visitata da molti turisti da tutte le parti della Bulgaria e dall'estero.
Un altro avvenimento culturale è la ricostruzione dell'Insurrezione di aprile che si presenta il 1º maggio di ogni anno.

## Turismo
Il turismo è il settore principale dell'economia di Koprivštica.
Koprivštica ha una lunga storia e un ricco patrimonio culturale. I servizi turistici sono rappresentati dalle sei case-musei, le due chiese, una galleria d'arte, negozi di souvenir, numerosi piccoli alberghi di famiglia e ristoranti in stile folcloristico, un centro ecologico per bambini, “sentiero della salute” (itinerario ecologico leggero), undici itinerari pedonali, un moderno centro con diverse sale di conferenza ed eventi di attrazione del calendario culturale, organizzati per i visitatori della città.

### Il centro turistico
Il centro turistico “Bogdan” è creato nel 2006 e si trova lungo il corso principale della città, di fronte al centro amministrativo. Qui i turisti possono trovare le informazioni necessarie per il loro soggiorno.

### Itinerari a Koprivštica
1. La casa di Dogan – la casa natale di Najden Gerov – la piazza “20 aprile” – la casa di Oslekov – il monumento della Madre – la chiesa dell'Assunzione – la casa di T. Kableškov – il ponte “Il primo fucile” – il museo etnografico (la casa di Ljutov) – la scuola di Najden Gerov (la galleria d'arte);
2. la piazza “20 aprile” – la casa di Oslekov – il monumento della Madre – la chiesa dell'Assunzione – la casa di T. Kableškov – il ponte “Il primo fucile” – il museo etnografico – la scuola di Najden Gerov;
3. il parco ecologico per bambini – la casa di Ljuben e Petko Karavelov – la casa di G. Benkovski – il monumento di G. Benkovski – la chiesa di San Nicola
4. la chiesa dell'Assunzione – la chiesa di San Nicola – la cappella di Santo Spas;
5. la piazza “20 aprile” – la casa di Oslekov – la casa di D. Debeljanov – la casa di Dogan – la casa di N. Gerov.

### Itinerari nei dintorni di Koprivštica
Intorno alla città ci sono prati e boschi di conifere e faggete, attraversati da numerosi sentieri. Spesso gli itinerari portano alle strade carreggiabili, che qui sono parecchie, e per questo sono adatte al turismo in bicicletta.

#### Sentiero della salute
L'itinerario comincia dal pendio che si trova all'inizio dei prati in località “Vojvodenec” (in bulgaro Войводенец), dove si svolge la festa nazionale di folclore. È molto leggero e ben marcato. Lungo l'itinerario ci sono molti impianti sportivi – sbarre, anelli, ecc. Così il percorso può essere usato non solo per passeggiate, ma anche per lo sport. Dal lato destro del sentiero è il bosco e a sinistra ci sono vasti prati. Il terreno è piano, ci sono cartelli che indicano la strada e i possibili esercizi sportivi.
Se l'itinerario si usa per passeggiare, senza l'attività sportiva, il passaggio dura poco più di un'ora se si cammina tranquillamente.

#### Tumuli traci
La prima parte dell'itinerario è salita, mentre la seconda parte è discesa attraverso una pineta.
Comincia dalla fine della città, dall'uscita per Plovdiv. La strada attraversa una zona di alberghi e una cascina e porta ai piedi di un pendio ripido. Ci sono cartelli e marcature colorate. Si continua sul pendio attraversando una pineta dopo la quale sulla sinistra si vede la cappella del Santo Salvatore. Dopo un'altra salita si arriva a un grande prato da dove si vede Koprivštica. Da qui ci sono due sentieri che portano ai tumuli traci, che si trovano in una pineta e sono segnati con una lastra di pietra. Il sentiero di ritorno è leggero e porta all'altra estremità di Koprivštica.
Se si cammina con calma il passaggio dura circa un'ora e mezza.

### Itinerari vicino a Koprivštica
A distanza di 20–30 km da Koprivštica ci sono diversi e interessanti posti da visitare, alcuni dei quali sono:
- la città di Strelča (in bulgaro Стрелча) – una città famosa per le sue sorgenti termali e per le rose;
- Starosel (in bulgaro Старосел) – un paese noto per i ritrovamenti archeologici;
- le colonne di Panagjurište (in bulgaro Панагюрски колони) - un luogo di villeggiatura in montagna;
- la località Barikadite (in bulgaro Барикадите)